# Estação de Transbordo do Iguatemi
A Estação de Transbordo do Iguatemi foi um terminal rodoviário localizado na cidade de Salvador, Bahia. O terminal tinha uma área total de 3.050 metros quadrados, sendo 2.814 metros quadrados construídos e 2.300 metros quadrados urbanizados. Foi construída sobre o leito do Rio Camarajipe, quando o rio alcança 20 metros de largura..
Iguatemi compôs a infraestrutura do Sistema de Transporte Coletivo por Ônibus de Salvador (STCO), ao lado das estações da Lapa, da Rodoviária, de Pirajá, do Aquidabã e de Mussurunga e dos terminais centrais da Barroquinha, da Praça da Sé, do Campo Grande e da França. Localizada próximo ao Iguatemi Salvador e ao Terminal Rodoviário de Salvador, encontrava-se saturada até a sua desativação. Inaugurada em 30 de dezembro de 1988, a Estação Iguatemi é conectada a esses dois locais pela maior passarela da cidade, criada pelo arquiteto João Filgueiras, mais conhecido como Lelé. Sua concepção fazia parte de um projeto não concluído de transporte de alta capacidade utilizando ônibus articulados em canaletas exclusivas nas avenidas de vale. Entrou em reformas entre abril e dezembro de 2000, na gestão de Antônio Imbassahy.
Com a licitação do Sistema Metroviário de Salvador e Lauro de Freitas (SMSL) e o convênio anterior entre as duas prefeituras e o governo estadual em 2013, a estação foi incluída no processo e passou para a administração estadual. Em abril de 2014, a administração da estação foi transferida para a CCR Metrô Bahia, operadora do SMSL. No dia 26 de dezembro de 2015, ela foi desativada para dar início às obras da estação metroviária da Rodoviária.